# Vuelo 5456 de American Eagle
El vuelo 5456 de American Eagle  fue un vuelo regional regular entre el aeropuerto internacional Luis Muñoz Marín en San Juan, Puerto Rico y el aeropuerto Eugenio María de Hostos en Mayagüez, Puerto Rico. El vuelo fue operado por Executive Airlines, para American Eagle, y fue operado por un CASA C-212. En el momento de la aproximación las condiciones de vuelo se consideraban instrumentales. El avión se estrelló contra un pantano en medio de fuertes precipitaciones.
Es el segundo peor accidente fatal en Puerto Rico, por debajo del vuelo 277 de Prinair en 1969.